# Thyreosthenius
Thyreosthenius är ett släkte av spindlar som beskrevs av Simon 1884. Thyreosthenius ingår i familjen täckvävarspindlar.
Kladogram enligt Catalogue of Life och Dyntaxa:
| Thyreosthenius | \| \| stackdvärgspindel \| \| \| \| \| \| stamdvärgspindel \| \| \| \| |
|                | \| \| stackdvärgspindel \| \| \| \| \| \| stamdvärgspindel \| \| \| \| |
|                | stackdvärgspindel                                                      |
|                |                                                                        |
|                | stamdvärgspindel                                                       |
|                |                                                                        |